# Przemysław Gawrych
Przemysław Gawrych är en polsk kanotist.
Han tog bland annat VM-brons i K-4 1000 meter i samband med sprintvärldsmästerskapen i kanotsport 2005 i Zagreb.